# Bucrânio
Bucrânio,(do latim Bucranium, do grego βουκράνιον), é uma palavra para o crânio de um boi descarnado e usado como decoração. É também o termo arquitetônico usado para descrever uma forma comum de decoração gravada em arquitetura clássica usados para preencher as métopas entre os tríglifos dos frisos dos templos dóricos. Um baixo-relevo ou pintura consistindo de uma série de crânios de bois drapeados ou decorados com guirlandas de frutas ou flores era um motivo romano desenhado em altares de mármore, os quais alguns sobreviveram; o motivo também foi usado nas construções renascentistas. barrocas e neoclássicas. É geralmente considerada ser uma referência a sacrifícios de bois com guirlandas, as cabeças dos quais eram primitivamente mostradas nas paredes dos templos, uma prática com uma longa história remontando ao sofisticado sítio neolítico de Çatalhöyük no leste da Anatólia, onde cabeças de gado eram revestidos com reboco branco.
Uma rica e festiva ordem dórica foi usada na Basílica Emília do Fórum Romano em Roma; suficiente dela ainda estava de pé para Giuliano da Sangallo fazer um desenho, cerca de 1520, reconstruindo a fachada (Codex Vaticano Barberiniano Latino 4424); a alternância de pratos rasos libatórios chamados páteras com bucrânios nos métopes reforçam a solenidade do tema do sacrifício. Com o tempo, durante o século XVI, a conexão com sacrifícios esvaneceu e bucrânios tornaram-se uma parte de um vocabulário decorativo que evocava "romanidade".
Em contextos visualmente letrados, a presença de bucrânios sempre significa que a ordem dórica é o princípio organizador, mas em um afresco do século I a partir de Boscoreale, protegido pela erupção do Vesúvio e agora no Museu Metropolitano de Arte, bucrânios e cistas míticas (cistae mysticae) estão pendurados por fitas nos pinos que apoiam as guirlandas, evocando alegres Fastos.
Bucrânios com guirlandas provém um motivo recorrente nos trabalhos em gesso do "Staircase Hall of The Vyne" (National Trust, Hampshire) e na "Laycock Abbey" (National Trust, Wiltshire).